# Ratanakiri
Ratanakiri (em quemer:  រតនគិរី; pronúncia khmer: [ˌreə̯̆ʔ taʔ ˈnaʔ ki ˈriː]) é uma província (khaet) do Camboja localizado no nordeste remoto. Faz fronteira com as províncias de Mondulkiri ao sul, Stung Treng ao oeste e os países do Laos e Vietnã ao norte e leste, respectivamente. A província estende-se desde as Montanhas Anamitas, no norte, através de um platô montanhoso entre os rios Tonle San e Tonle Srepok, até as florestas tropicais caducifólias no sul. Nos últimos anos, a extração de madeira e mineração têm marcado o ambiente de Ratanakiri, conhecida por sua vegetação natural quase intacta.
Por mais de um milênio, Ratanakiri foi ocupada por pessoas Khmer Loeu, que são uma minoria em outros lugares no Camboja. Durante o início da história da região, seus habitantes, Khmer Loeu, foram explorados como escravos pelos impérios vizinhos. A economia e o comércio de escravos terminou durante a era colonial francesa, mas uma dura campanha de khmerização após a independência do Camboja novamente ameaçou o modo de vida típico dos Khmer Loeu. O Khmer Vermelho construiu sua sede na província em 1960, e bombardeios durante a Guerra do Vietnã devastaram a região. Hoje, o rápido desenvolvimento da província está alterando os modos de vida tradicionais.
Ratanakiri é pouco povoada, com seus quase 200 000 habitantes somando pouco mais de 1% da população total do país. Os residentes geralmente vivem em aldeias de 20 a 60 famílias e sobrevivem da agricultura itinerante. Ratanakiri está entre as províncias menos desenvolvidas do Camboja. Sua infraestrutura é pobre e o governo local é fraco. Os indicadores de saúde em Ratanakiri são extremamente pobres, com a expectativa de vida dos homens sendo de 39 anos e das mulheres de 43 anos. Os níveis de educação também são baixos, com pouco menos de metade da população analfabeta.

## História
A região onde hoje se configura a província cambojana de Ratanakiri foi ocupada desde pelo menos a Idade da Pedra ou do Bronze, e o comércio entre nativos e cidades da região ao longo do Golfo da Tailândia remonta a pelo menos o século IV d.C. A região foi invadida por Anamitas, Chams, Khmers e Tais ao longo de sua história, mas nenhum império teve o controle da área absolutamente. A partir do século XIII ou um pouco mais cedo, até o século XIX, as aldeias das montanhas eram frequentemente invadidas por Khmers, Laosianos e comerciantes de escravos tailandeses. A região foi conquistada pelos governantes do Laos no século XVIII e, em seguida, pelo Sião no século XIX. A área foi incorporada à Indochina Francesa em 1893, e o domínio colonial substituiu o tráfico de escravos. Os franceses estabeleceram enormes plantações de borracha, especialmente em Labansiek (atual Banlung), com trabalhadores indígenas sendo utilizados para a plantação e a colheita de borracha. Embora sob controle francês, a terra compreendendo o atual Ratanakiri foi transferido de Sião (atual Tailândia) para o Laos e depois para o Camboja. Embora as aldeias das montanhas inicialmente resistiram às investidas de seus governantes coloniais, até o final da era colonial, em 1953, toda a região havia sido conquistada.
A província de Ratanakiri foi criada em 1959, a partir do desmembramento da área oriental da província de Stung Treng. O nome Ratanakiri é formado a partir das palavras khmer ratana, que significa "jóia" (do sânscrito, ratna) e kiri, que significa "montanha" (do sânscrito, giri), descrevendo duas características para o qual a província é conhecida. Durante os anos 1950 e 1960, Norodom Sihanouk instituiu um desenvolvimento e campanha de khmerização no nordeste do Camboja, que foi projetado para trazer as aldeias para o controle do governo, limitar a influência dos insurgentes na área e integrar as comunidades indígenas ao restante do país. Alguns Khmer Loeu foram deslocados à força para as terras baixas para serem educados na língua e cultura khmer, outros etnicamente khmer de outros lugares no Camboja foram transferidos para a província, e estradas e grandes plantações de borracha foram construídas e estabelecidas. Depois de enfrentarem duras condições de trabalho, por vezes involuntários nas plantações, muitos Khmer Loeu deixaram suas casas tradicionais e mudaram-se para cidades do interior mais distantes. Em 1968, as tensões levaram a uma revolta iniciada pelos Brus, onde várias pessoas de origem khmer foram mortas. O governo respondeu asperamente, incendiando assentamentos e matando centenas de moradores.

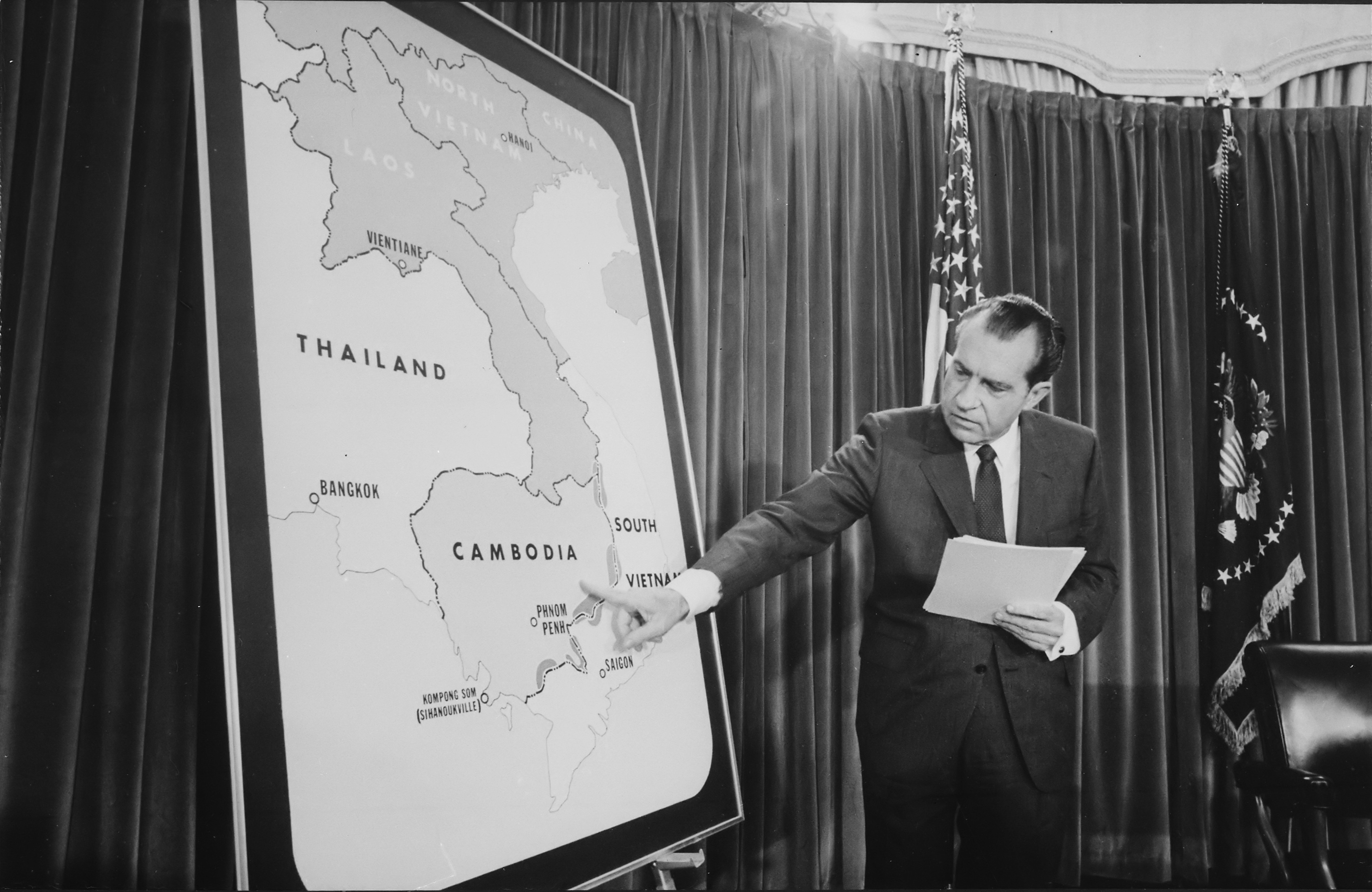
O presidente dos Estados Unidos, Richard Nixon, discute a situação política no Camboja numa conferência de imprensa, em 1970. Ele autorizou a Operação Menu, que bombardeou alvos vietnamitas em Ratanakiri.

Na década de 1960, o ascendente Khmer Vermelho forjou uma aliança com minorias étnicas em Ratanakiri, explorando o ressentimento dos Khmer Loeu contra o governo central. O Partido Comunista do Kampuchea transferiu sua sede para Ratanakiri em 1966, e centenas de khmers loeu juntaram-se a unidades do PCK. Durante este período, também houve uma extensa atividade vietnamita em Ratanakiri. Vietnamitas comunistas operavam em Ratanakiri desde a década de 1940. Numa conferência de imprensa, em junho de 1969, Sihanouk disse que Ratanakiri era "praticamente um território norte-vietnamita". Entre março de 1969 e maio de 1970, os Estados Unidos realizaram uma maciça campanha de bombardeio secreto na região, com o objetivo de interromper santuários para tropas comunistas advindas do Vietnã. Os moradores foram forçados a deixar as principais cidades para escapar dos bombardeios, em busca de alimento, com muitos passando a viver em fuga com o Khmer Vermelho. Em junho de 1970, o governo central retirou suas tropas de Ratanakiri, abandonando a área para o controle do Khmer Vermelho. O regime do Khmer Vermelho, que não tinha inicialmente sido duro em Ratanakiri, tornou-se cada vez mais opressivo. Os khmer loeu foram proibidos de falar suas línguas nativas ou praticar seus costumes e religião tradicionais, que eram vistos como incompatíveis com o comunismo. Algumas escolas da província foram fechadas e expurgos de minorias étnicas aumentaram em frequência, sendo que milhares de refugiados fugiram para o Vietnã e Laos.
Após a Guerra cambojana-vietnamita, onde o Vietnã derrotou o Khmer Vermelho, em 1979, a política do governo para Ratanakiri passou a ser totalmente revisada. Os khmer loeu foram autorizados a regressar aos seus meios de subsistência tradicionais, mas o governo forneceu pouca infraestrutura na província. Houve pouco contato entre o governo provincial e muitas das comunidades locais. Muito tempo depois da queda do regime do Khmer Vermelho, no entanto, os rebeldes do Khmer Vermelho permaneceram nas florestas de Ratanakiri. Os rebeldes se renderam em grande parte ao longo da década de 1990, embora os ataques planejados nas estradas provinciais continuaram até 2002.
A história recente de Ratanakiri tem sido caracterizada por desenvolvimento e desafios para as formas tradicionais de vida. O governo nacional tem construído estradas, incentivado o turismo e a agricultura e a rápida imigração facilitada de khmers nas planícies em Ratanakiri. Melhorias da rede viária e estabilidade política têm aumentado os preços da terra, e a alienação de terras em Ratanakiri tem sido um grande problema. Apesar de uma lei de 2001, que permite que comunidades indígenas obtenham o título coletivo de terras tradicionais, algumas aldeias foram deixadas quase sem-terra. O governo nacional concedeu concessões sobre as terras tradicionalmente possuídas por povos indígenas de Ratanakiri, no entanto, vendas de terra não pertencentes a comunidades indígenas comumente são alvos de subornos muitas vezes envolvendo funcionários públicos, além de coerção, ameaças ou desinformação. Na sequência do envolvimento de várias organizações internacionais não governamentais (ONGs), a alienação das terras tinha diminuído em frequência a partir de 2006. Na década de 2000, Ratanakiri também recebeu centenas de Degar (montanheses) refugiados que fogem da instabilidade no Vietnã, sendo que o governo cambojano foi criticado por sua repatriação forçada de muitos refugiados.

## Geografia
A geografia da província de Ratanakiri é diversificada, abrangendo colinas, montanhas, planaltos, planícies, bacias hidrográficas e lagos da cratera. Dois grandes rios, o Tonle San e o Tonle Srepok, com fluxo de leste a oeste, agem em toda a província. A província é conhecida por suas florestas exuberantes sendo que, em 1997, entre 70% e 80% da província foi florestada, seja com floresta antiga ou com floresta secundária crescida após a agricultura itinerante. No extremo norte da província estão as Montanhas Anamitas, a área é caracterizada por densas larga florestas verdes, solo relativamente pobre e abundante vida selvagem. Nas terras altas entre Tonle San e Tonle Srepok, onde habita a grande maioria da população de Ratanakiri, uma colina de planalto basalto fornece solos vermelhos férteis. As florestas secundárias dominam esta região. Ao sul do Rio Srepok, encontra-se uma área plana de florestas tropicais deciduais.
Como outras áreas do Camboja, Ratanakiri tem um clima de monção com uma estação chuvosa de junho a outubro, a estação fria de novembro a janeiro, e uma estação quente de março a maio. Ratanakiri tende a ser mais frio do que em outros lugares no Camboja. A alta temperatura média diária na província é de 34 °C e a baixa temperatura média diária é de 22,1 °C. A precipitação anual é de aproximadamente 2.200 milímetros. Inundações muitas vezes ocorrem durante a estação chuvosa e tem sido exacerbado pela recém-construída Yali Falls Dam.

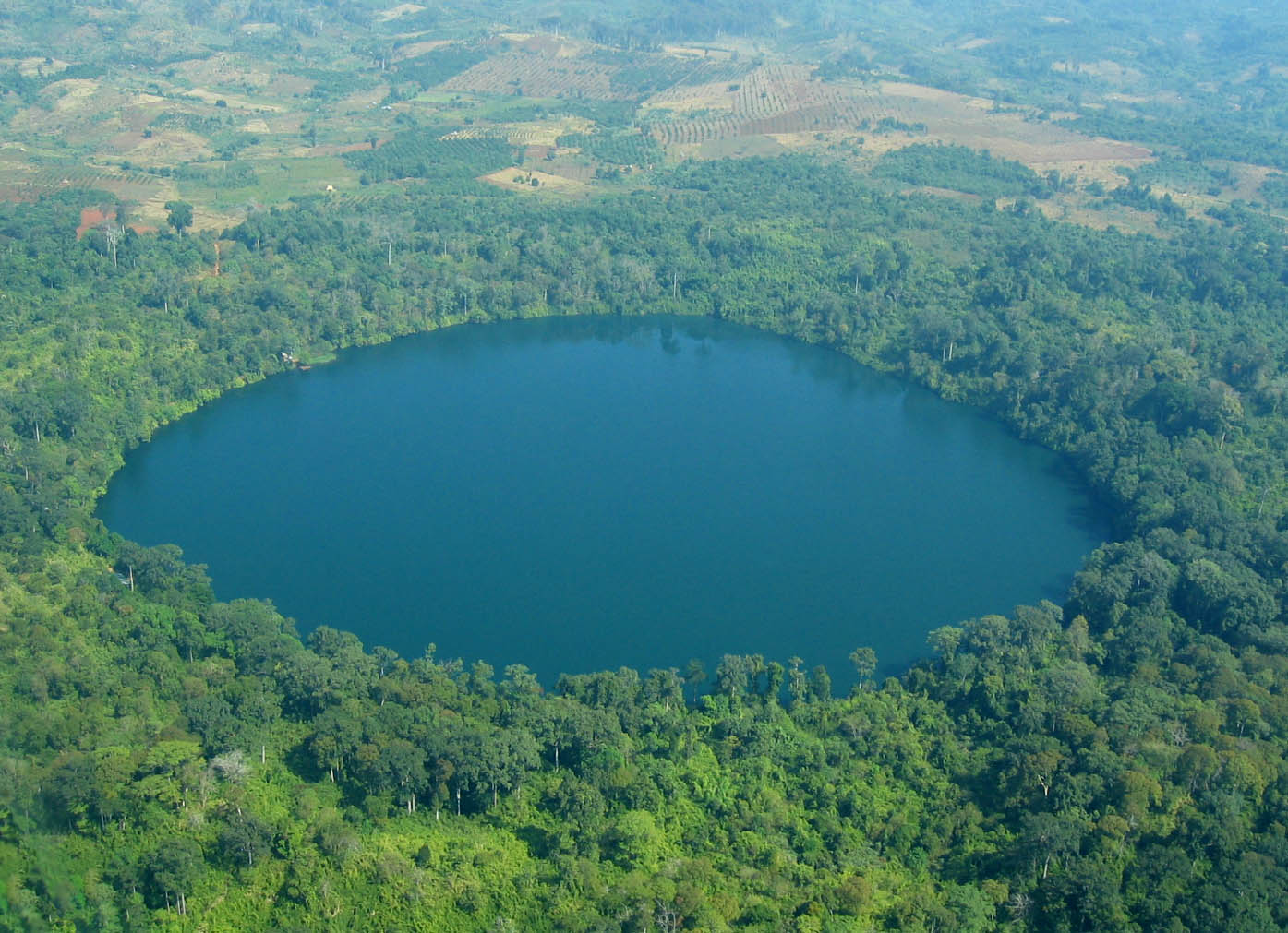
Vista aérea do Yak Loum, um lago de cratera perto de Banlung.

Ratanakiri tem um dos ecossistemas de maior biodiversidade na Indochina, com uma floresta tropical de planície e floresta montana amplamente diversificada. Uma pesquisa de 1996, em dois sítios em Ratanakiri, e uma na província vizinha de Mondulkiri, registrou 44 espécies de mamíferos, 76 espécies de aves e 9 espécies de répteis. Uma pesquisa de 2007, no Parque Nacional Virachey, registrou 30 espécies de formigas, 37 espécies de peixes, 35 espécies de répteis, 26 espécies de anfíbios e 15 espécies de mamíferos, incluindo várias espécies nunca antes observadas. Animais selvagens em Ratanakiri inclui elefantes-asiáticos, bisão-indiano e macacos. Ratanakiri é um local importante para a conservação de aves ameaçadas de extinção, incluindo os Íbis gigantes e o maior ajudante. As florestas da província contêm uma grande variedade de flora; um inventário florestal de meio hectare onde foram identificadas 189 espécies de árvores e 320 espécies de flora do solo e mudas.
Quase metade da área territorial de Ratanakiri está envolta em áreas protegidas, que incluem o Santuário Lomphat Wildlife e o Parque Nacional Virachey. Mesmo essas áreas protegidas, no entanto, estão sujeitas a extração ilegal de madeira, caça ilegal e extração mineral também ilegal. Embora a província tem sido conhecida por seu ambiente relativamente intocado, o desenvolvimento recente tem gerado problemas ambientais. A imagem intocada da província muitas vezes entra em conflito com a realidade onde padrões de uso da terra estão mudando como o crescimento populacional acelerado e agricultura e exploração madeireira têm se intensificado. A erosão do solo está aumentando, e microclimas estão sendo alterados. A perda de habitat e caça insustentável tem contribuído para a diminuição da biodiversidade na província.

## Economia
A grande maioria dos trabalhadores em Ratanakiri estão empregados no setor primário, com destaque para a agricultura.  Grande parte dos moradores indígenas de Ratanakiri são agricultores de subsistência, praticando uma técnica agrícola tradicional chamada coivara, que consiste no corte e queima da agricultura itinerante. Muitas famílias estão começando a mudar a produção para culturas de rendimento, tais como o caju, manga e tabaco, uma tendência que se acelerou nos últimos anos. Aldeões de Ratanakiri têm tido tradicionalmente pouco contato com a economia monetária e o escambo continua a ser generalizado, com os moradores Khmer Loeus costumando visitar os mercados apenas uma vez por ano. A partir de 2005, os proveitos monetários na província estiveram na média de US$ 5 por mês por pessoa, sendo que bens adquiridos, tais como motocicletas, televisores e dvd player tornaram-se extremamente desejáveis por boa parte da população economicamente ativa.
A agricultura em larga escala ocorre especialmente nas plantações de borracha e castanha de caju. Outras atividades econômicas na província incluem a mineração e extração de madeira comercial. A jóia mais abundante em Ratanakiri é o zircão azul. Pequenas quantidades de ametista, peridoto e opala preto também são produzidos. Minerais são geralmente extraídos através da utilização de métodos tradicionais, com os mineradores cavando buracos e túneis e removendo manualmente os minérios. Recentemente, no entanto, as operações de mineração comerciais foram se movendo para a província. Particularmente, a extração ilegal de madeira tem sido um problema, tanto por razões ambientais quanto pela questão da alienação de terras. Por muitas décadas, a extração ilegal de madeira foi amplamente realizada por militares cambojanos e por madeireiras vietnamitas. Em 1997, um número estimado de 300.000 metros cúbicos de toras de madeira foram exportadas ilegalmente de Ratanakiri para o Vietnã, comparado a um limite legal de 36.000 metros cúbicos. John Dennis, um pesquisador do Banco asiático de Desenvolvimento, descreveu a exploração madeireira em Ratanakiri como uma "emergência dos direitos humanos".
A indústria turística de Ratanakiri tem se expandido rapidamente nos últimos anos. Visitas à província aumentaram de 6.000 em 2002 para 105.000 em 2008 e 118.000 em 2011. A estratégia de desenvolvimento do turismo da região concentra-se em incentivar o ecoturismo, que é muito propício não só em Ratanakiri, mas em todas as províncias do extremo nordeste do Camboja, além de áreas centrais do Vietnã e sul do Laos. O aumento do turismo em Ratanakiri tem sido problemátic, tendo em vista que as comunidades locais recebem muita pouca renda do turismo e os guias, por vezes, trazem turistas para as aldeias sem o consentimento dos moradores, interrompendo as formas tradicionais de vida. Algumas iniciativas têm procurado abordar estas questões: um comité de direção do turismo provincial visa assegurar que o turismo seja não-destrutivo, e alguns programas tem a finalidade de fornecer competências de turismo inglês para os povos indígenas.
Carros de bois e motos são os meios de transporte mais populares em Ratanakiri. O sistema de estrada provincial é melhor do que em algumas partes do país, mas permanece em mau estado. A estrada Nacional 78, entre Banlung e a fronteira do Vietnã, foi construída entre 2007 e 2010; projetada pelo governo principalmente para estimular o aumento do comércio entre o Camboja e Vietnã. Há um pequeno aeroporto em Banlung, mas voos comerciais para Ratanakiri têm sido interrompidos com muita frequência.

## Infraestrutura

### Saúde
Os indicadores de saúde em Ratanakiri são o piores no Camboja. A expectativa de vida é de 39 anos para homens e 43 anos para mulheres, conforme dados de 2010. A malária, a tuberculose, parasitas intestinais, cólera e diarreia são endêmicas. Ratanakiri tem taxas muito altas de mortalidade infantil e mortalidade materna, com mais de 10% das crianças morrendo antes dos cinco anos, além de deter as taxas mais altas de desnutrição no Camboja. O sistema de saúde falho de Ratanakiri é atribuído a uma variedade de fatores, incluindo a pobreza, o isolamento das aldeias, os serviços médicos de má qualidade e barreiras linguísticas e culturais que impedem os Khmer Loeu de obter cuidados médicos. A província tem um hospital de referência, 10 centros de saúde, e 17 postos de saúde. Equipamentos médicos e suprimentos são mínimos, e a maioria das unidades de saúde são formadas por enfermeiros ou parteiras, que muitas vezes são mal treinados e pagos irregularmente.

### Educação

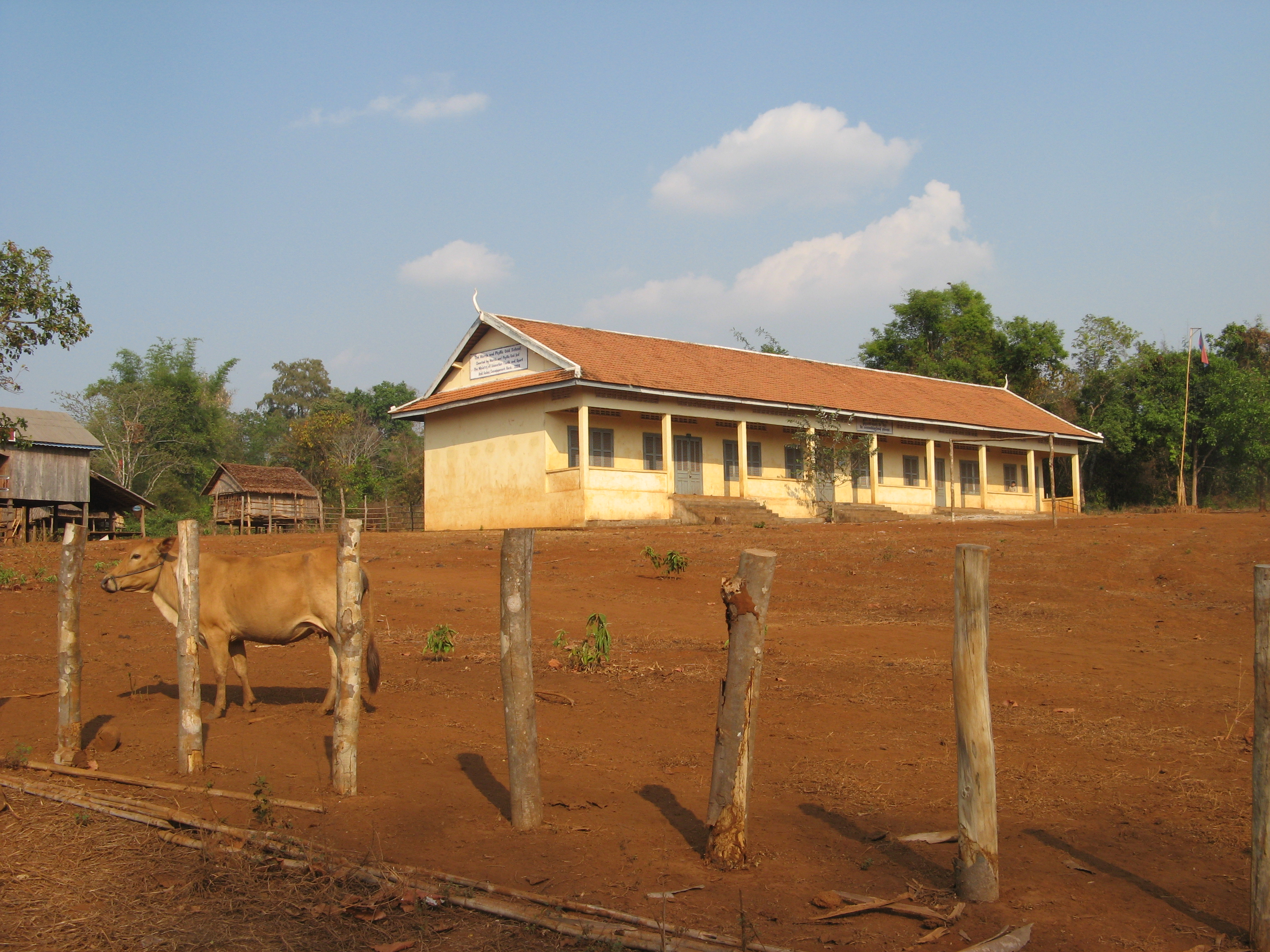
Uma escola em Ratanakiri.

Conforme dados de 1998, Ratanakiri tinha 76 escolas primárias, uma escola secundária, e um colégio referência. Os níveis de educação, particularmente entre os Khmer Loeu, são muito baixos. Uma pesquisa de residentes em seis aldeias, realizada em 2002, descobriu que menos de 10% dos participantes frequentaram qualquer escola primária. O acesso à educação é limitado por causa de despesas econômicas, tais como livros e objetos escolares, a distância para as escolas, a necessidade das crianças de contribuir para o sustento de suas famílias e a frequente ausência de professores e instrução que é culturalmente inadequada numa língua estrangeira para a maioria dos estudantes. Apenas 55% dos adultos de Ratanakiri são alfabetizados, de acordo com dados de 2013, estando muito abaixo dos 80% de alfabetizados no Camboja em geral. Iniciativas de educação bilingue, em que os alunos começam a instrução em línguas nativas e gradualmente transitam para instrução em Khmer, começou a ser praticada em Ratanakiri em 2002, e pareceres técnicos do governo tem colocado o projeto como sido bem sucedido. Os programas visam tornar a educação mais acessível para os falantes de línguas indígenas, bem como proporcionar aos Khmer Loeu acesso a assuntos políticos e econômicos nacionais, fornecendo competências linguísticas em Khmer.

### Desenvolvimento
Ratanakiri é uma das províncias menos desenvolvidas no Camboja. Em 2013, as residências tinham, em média, 1,9 quartos e apenas 14,9% dos edifícios na província tinham telhados, paredes e pisos permanentes. Relativamente, poucas famílias (27,8%) tinham instalações sanitárias. A maior parte das famílias (38,1%) tinha acesso à água proveniente de nascentes, córregos, lagoas, ou chuva, enquanto outras famílias (23,9%) obtinham água de fontes não protegidas e 15,1% cavaram poços artesianos. Apenas 21,6% dos residentes de  Ratanakiri obtinham água de fontes que são consideradas seguras (água comprada, água encanada ou poços de tubo/canalizado). Fontes de água do agregado familiar estavam dentro da casa para 28,0% dos domicílios, perto da casa para 39,1%, e longe da casa para 32,9%. A fonte mais comum de luz era a carga de bateria (39,5%), seguido por energia fornecida pelo governo (25,5%) e querosene (16,5%). A maioria das famílias (85%) utilizava lenha como o principal combustível para cozinhar. Uma variedade de ONGs, incluindo a Oxfam, trabalhavam voluntariamente para melhorar as condições de vida e saúde na província.

## Cultura
Os Khmer Loeu normalmente praticam a técnica da coivara em sua agricultura itinerante de subsistência, vivendo em pequenas aldeias entre 20 a 60 núcleos familiares. Cada aldeia governa um território florestal, cujos limites são conhecidos, embora não marcados. Dentro desta terra, é atribuída a cada família, em média, entre 1 e 2 hectares de terras cultiváveis de forma ativa e entre 5 e 6 hectares de terras de moradia. O ciclo de cultivo ecologicamente sustentável praticado pelos Khmer Loeu geralmente dura de 10 a 15 anos. Os moradores complementam sua subsistência agrícola com a caça de baixa intensidade, pesca e coleta.
Os hábitos alimentares dos Kmer Loeu em Ratanakiri são em grande parte ditados pelos suprimentos que estão disponíveis para a colheita ou recolhimento. Numerosos tabus alimentares também limitam a escolha dos alimentos, especialmente entre as mulheres grávidas, crianças e doentes.

## Governo e divisões administrativas
O governo em Ratanakiri é fraco, em grande parte devido ao afastamento da província, a diversidade étnica e história recente da dominância do Khmer Vermelho. O quadro jurídico provincial é pobre, e o Estado de direito é ainda mais fraco em Ratanakiri que em outros lugares no Camboja. Além disso, os serviços públicos são ineficazes e insuficientes para satisfazer as necessidades da província. O governo do Camboja tradicionalmente aceita um apoio substancial de ONGs na região.
Thon Saron é o governador provincial. Conselhos comunais em Ratanakiri são compostos de 223 membros que representam o Partido Popular do Camboja (CPP), 30 membros que representam o Partido Sam Rainsy e 7 membros que representam o Funcinpec. A cientista política Caroline Hughes sugeriu que o domínio esmagador do Partido Popular do Camboja em áreas rurais, como Ratanakiri, decorre da capacidade do governo central em suprimir a ação colectiva, que nas zonas urbanas é compensada por doadores internacionais e ONGs que fornecem suporte para os partidos de oposição. Os conselhos comunais em Ratanakiri possuem um total de 51 funcionários do governo, dos quais 20% são mulheres, e 98% dos funcionários do governo de Ratanakiri são etnicamente khmer, conforme dados de 2006. Bou Lam, membro do Partido Popular do Camboja, representa Ratanakiri na Assembleia Nacional do Camboja.
| nome do distrito | população (1998) | código do distrito |
| ---------------- | ---------------- | ------------------ |
| Andoung Meas     | 6.896            | 1601               |
| Banlung          | 16.999           | 1602               |
| Bar Kaev         | 11.758           | 1603               |
| Koun Mom         | 8.814            | 1604               |
| Lumphat          | 10.301           | 1605               |
| Ou Chum          | 11.863           | 1606               |
| Ou Ya Dav        | 10.898           | 1607               |
| Ta Veaeng        | 4.325            | 1608               |
| Veun Sai         | 12.389           | 1609               |
|                  |                  |                    |